# Alfred Kazin
Alfred Kazin, född den 5 juni 1915 i Brooklyn, New York, död den 5 juni 1998, var en amerikansk författare och litteraturkritiker.

## Biografi
Liksom många av de andra intellektuella i New York, var Kazin av judisk börd och tog en examen vid City College i New York. Hans politik var dock mer moderat än hos de flesta av de Newyorkintellektuella, varav många var socialister. Han var ändå djupt påverkad av deras besvikelse på liberalismen, som han såg som en attack på hans identitet.
Kazin har bl. a. givit ut On native grounds (1942), som är en djupgående studie över det tidiga 1900-talets amerikanska litteratur.
Han skrev utifrån ett stort engagemang i det han läste, och lade i sina åsikter in en djup historisk kunskap, inom både litteratur, politik och kultur. År 1996 tilldelades han det första Truman Capote Lifetime Achievement Award i litteraturkritik, som är en kontant belöning på 100 000 US-dollar. Den enda andra personen som har vunnit priset är George Steiner.